# ウンジャラゲ
ウンジャラゲは、1969年に発売された日本のコミックソング。
歌はハナ肇とクレージーキャッツ、作曲は宮川泰。作詞は藤田敏雄とされているが、実際は宮川が植木等と話しながら考えていったとされる。

## 概要
歌詞はスイス民謡やロシア民謡にみられる曜日をテーマにしたもののパロディである。1番は月曜日から日曜日までを、「ウンジャラゲ」に始まり、「ハンジャラゲ」、「スイスイスイ」、「モーリモリ」、「キンキラキン」、「ギンギラギン」、「ランラ ランラ ランラン」まで、ご機嫌さの程度を示唆する各種のオノマトペを並べ立てて陽気に歌うもので、2番以降は曜日に代わって当時人気のあった女性歌手の名前（あけみちゃん、みどりちゃん、はるみちゃん、さゆりちゃん、じゅんこちゃん、みえちゃん）や職業など（サラリーマン、お役人、国会議員、お百姓さん、お巡りさん、大学生）が列挙される。
テレビ放送時にはオリジナルのクレージーキャッツ（植木等）版、後年のカヴァーの志村けん版とも、メイン歌手を先頭に大人数が男女を問わず集団で脳天気に歌い踊る姿をミュージカル映画の群舞風に俯瞰からのカメラで捉える演出が行われ、その陽気さで視聴者から受けた。
また、クレージーキャッツ（植木等）版と志村けん版の両方で、曲中でフベンティーノ・ローサス作曲のワルツ『波濤を越えて』の旋律が引用されている。

## オリジナル版
- シングル「あんた」（東芝音楽工業 TP-2186）のカップリング曲として、1969年7月10日に発売されている。
- 当初はA面扱いだったが、当時の渡辺プロダクション社長渡辺晋の"鶴の一声"でB面曲に変更された[1]。
- ラジオ番組『ゴー・ゴー・ナイアガラ』のクレージー特集で取り上げられた[1]。
- 東宝クレージー映画では唯一、1968年4月27日公開の『クレージーメキシコ大作戦』で歌われている（歌：植木等）。
- TBSの『植木等ショー』において植木が坂本九、森光子と共に歌っている映像が残されている（1968年11月21日放送回。DVD-BOX『植木等スーダラBOX』に収録）。この映像では「サラリーマンの一週間を歌った名曲」と植木に紹介され、直前のコントでの会社セットをバックに会社員姿での群舞で歌われた。
- 1990年に発売された植木のヒット曲メドレー『スーダラ伝説』（歌：植木等、作詞：青島幸男他、作曲：萩原哲晶他、編曲：宮川泰）の中でも歌唱されているが、後述する志村けんらによるカバー版がヒットして間もなかったため、「なんでクレージーの中に志村けんの歌が出てくるのか?」という声もあった[1]。なお、志村らによるカバー版がヒットした後の1989年7月には、オリジナルの「ウンジャラゲ」を1曲目に配したクレージーキャッツのベストCD『ビッグ・アーティスト・ベスト・コレクション』（CT25-9040、東芝EMI）が発売になっている。

## 志村けん版
『志村けんのだいじょうぶだぁ』（フジテレビ系）の挿入歌（シングルジャケットには「フジテレビ系列『志村けんのだいじょうぶだぁ』でやってる唄」の追記あり）。
基本的にオリジナルをカバーしたものだが、2・3番の歌詞が原版とは多少違い、2番は当時の有名女性アイドル（あきなちゃん、せいこちゃん、きょうこちゃん）と『だいじょうぶだぁ』ファミリーの女性メンバー（のりこちゃん、ようこちゃん、みなよちゃん）の名前を歌詞に盛り込み、3番は家族関係（おじいちゃん、おばあちゃん、お母さん、お父さん、お姉ちゃん、お兄ちゃん）を指す単語に変更されている。また、歌い方も東北弁のような訛りが強調されている。
『だいじょうぶだぁ』ファミリーが毎回この曲に合わせ、様々なキャラクターにコスプレをして歌い踊る映像は話題となり、フレーズごとに違う衣装のカットが挿入された。当時の少年誌等によれば、振付けは田代まさしが考案したとされている。立ち位置は先頭が志村、二列目は視聴者から見て左から石野陽子と松本典子、三列目の左端は田代まさしで右端は桑野信義であった。常に全力で一生懸命に踊る松本と、うつむきながら照れくさそうに踊る石野の対比が見どころでもあった。ちなみにバカ殿様では和風にアレンジし、町人までダンスを披露していた。中にウンジャラゲと見せかけて、「好きになった人」を踊るパターンがあった。
ポニーキャニオンよりこの曲のシングルCD、アナログ盤（レコード）、カセットも発売され、20万枚を売り上げた。『夜のヒットスタジオDELUXE』や『FNS歌謡祭』にファミリーで出演し、植木の前で披露した事もあった。CD発売後には『だいじょぅぶだぁ』内で視聴者から『ウンジャラゲダンス』を家庭用ビデオで録ったVTRを募集し、知人や職場の仲間と曲に乗せて踊るVTRをスタジオで紹介。中には生演奏（主に吹奏楽部）もあった。

### 収録曲
1. ウンジャラゲ
作詞：藤田敏雄 / 作曲：宮川泰 / 編曲：たかしまあきひこ（ノンクレジット）
2. ウンジャラゲ（ガイド入りカラオケ）

## その他のカバー
- 水戸華之介（1996年、アルバム『メイド・イン・バビロン』収録）